# 本山派

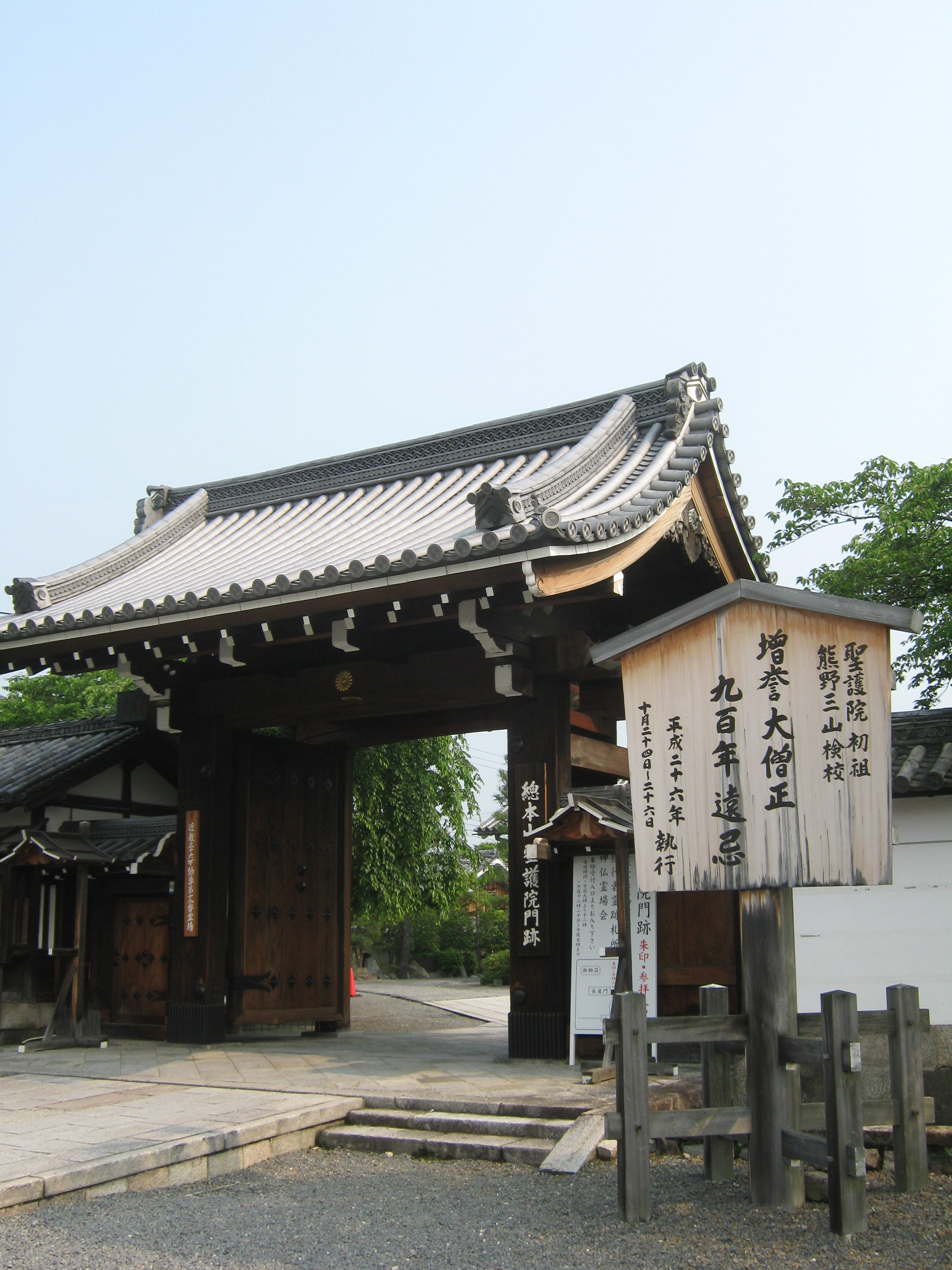
聖護院

本山派（ほんざんは）は、平安時代から江戸時代にかけて存在した天台宗系の修験道の一派。熊野三山を拠点とし、聖護院を本寺とした。

## 概要
園城寺では古くから熊野三山などで山岳修行を行う者が多かったが、寛治4年（1090年）に白河上皇が熊野詣を行った際にその先達を務めた園城寺の増誉が熊野三山検校に任ぜられた。鎌倉時代末期に増誉ゆかりの聖護院の門跡であった覚助法親王は、園城寺長吏と熊野三山検校を兼任すると、熊野三山・大峯山への天台宗系の修験者を統制するようになり、更に室町時代後期に近衛家出身の門跡・道興が組織化を進めた。本山派は国あるいは郡単位で「霞」と呼ばれる修験者統制の地域組織を結成させ、その掌握に努めたことから勢力の拡大が進展し、これに圧迫された真言宗系の当山派との対立が深まっていった。
慶長年間に袈裟を巡って本山派と当山派が対立を起こすと、慶長18年（1613年）に江戸幕府から聖護院と当山派が本寺と仰ぐ三宝院に対して修験道法度が出され、一派による独占は否定され、両派間のルールが定められた。これは「霞」に対する規制をかけたもので、本山派には不利であったが、それでも江戸時代を通じて本山派の方が優勢の状態が続き、法頭とされた聖護院の下に院家－先達－年行事－直末院－准年行事－同行といった序列が整備された。
本山派は、明治維新後の神仏分離令および明治5年（1872年）の修験宗廃止令によって、天台宗に強制的に統合されることになった。だが、この措置に対する聖護院側の反発は残り、第二次世界大戦後に本山修験宗として再び独立することになる。